# Gates Mills
Gates Mills és una població dels Estats Units a l'estat d'Ohio. Segons el cens del 2000 tenia 2.493 habitants.

## Demografia
Segons el cens del 2000, Gates Mills tenia 2.493 habitants, 925 habitatges, i 750 famílies. La densitat de població era de 105,9 habitants/km².
Dels 925 habitatges en un 33,1% hi vivien nens de menys de 18 anys, en un 74,9% hi vivien parelles casades, en un 4,5% dones solteres, i en un 18,9% no eren unitats familiars. En el 16,8% dels habitatges hi vivien persones soles el 7,7% de les quals corresponia a persones de 65 anys o més que vivien soles. El nombre mitjà de persones vivint en cada habitatge era de 2,67 i el nombre mitjà de persones que vivien en cada família era de 3.
Per edats la població es repartia de la següent manera: un 24,1% tenia menys de 18 anys, un 4,8% entre 18 i 24, un 17,6% entre 25 i 44, un 35,3% de 45 a 60 i un 18,2% 65 anys o més.
L'edat mediana era de 47 anys. Per cada 100 dones de 18 o més anys hi havia 94,9 homes.
La renda mediana per habitatge era de 133.605 $ i la renda mediana per família de 161.350 $. Els homes tenien una renda mediana de 100.000 $ mentre que les dones 50.761 $. La renda per capita de la població era de 74.732 $. Aproximadament l'1% de les famílies i l'1,1% de la població estaven per davall del llindar de pobresa.

## Poblacions més properes
El següent diagrama mostra les poblacions més properes.